# Lindsaea sagittata
Lindsaea sagittata är en ormbunkeart som först beskrevs av Jean Baptiste Christian Fusée-Aublet, och fick sitt nu gällande namn av Jonas Carlsson Dryander. Lindsaea sagittata ingår i släktet Lindsaea och familjen Lindsaeaceae. Inga underarter finns listade.